# Torroella de Dalt
El Torroella de Dalt és una muntanya de 1.989 metres que es troba al municipi de Vilallonga de Ter, a la comarca catalana del Ripollès.